# Ouled Si Slimane
Ouled Si Slimane (em árabe: أولاد سى سليمان) é uma cidade localizada na província de Batna, no noroeste da Argélia. Sua população era de 12 473 habitantes, em 2008.